# Cofidis (wielerploeg)/2023
Deze pagina geeft een overzicht van de UCI World Tour wielerploeg Cofidis in 2023.

## Algemeen
UCI-code: COF
Sponsor: Cofidis
Algemeen manager: Cedric Vasseur
Teammanager: Bingen Fernández
Ploegleiders: Roberto Damiani, Alain Deloeuil, Benjamin Giraud, Gorka Gerrikagoitia, Jean Luc Jonrond, Thierry Marichal
Fietsmerk: LOOK

## Renners
| Naam                | Geboortedatum | Nationaliteit       | Ploeg 2022               |
| ------------------- | ------------- | ------------------- | ------------------------ |
| Piet Allegaert      | 20-01-1995    | België              |                          |
| François Bidard     | 19-03-1992    | Frankrijk           |                          |
| André Carvalho      | 31-10-1997    | Portugal            |                          |
| Thomas Champion     | 08-09-1999    | Frankrijk           |                          |
| Davide Cimolai      | 13-08-1989    | Italië              |                          |
| Simone Consonni     | 12-09-1994    | Italië              |                          |
| Bryan Coquard       | 25-04-1992    | Frankrijk           |                          |
| Alexandre Delettre  | 25-10-1997    | Frankrijk           |                          |
| Rubén Fernández     | 01-03-1991    | Spanje              |                          |
| Eddy Finé           | 20-11-1997    | Frankrijk           |                          |
| Simon Geschke       | 13-03-1986    | Duitsland           |                          |
| Jesús Herrada       | 26-07-1990    | Spanje              |                          |
| José Herrada        | 01-10-1985    | Spanje              |                          |
| Jon Izagirre        | 04-02-1989    | Spanje              |                          |
| Wesley Kreder       | 04-11-1990    | Nederland           |                          |
| Victor Lafay        | 17-01-1996    | Frankrijk           |                          |
| Jonathan Lastra     | 03-06-1993    | Spanje              | Caja Rural-Seguros RGA   |
| Axel Mariault       | 07-06-1998    | Frankrijk           | Team U Nantes Atlantique |
| Guillaume Martin    | 09-06-1993    | Frankrijk           |                          |
| Christophe Noppe    | 29-11-1994    | België              | Arkéa-Samsic             |
| Anthony Perez       | 22-04-1991    | Frankrijk           |                          |
| Pierre-Luc Périchon | 04-01-1987    | Frankrijk           |                          |
| Alexis Renard       | 01-06-1999    | Frankrijk           |                          |
| Rémy Rochas         | 18-05-1996    | Frankrijk           |                          |
| Benjamin Thomas     | 12-09-1995    | Frankrijk           |                          |
| Hugo Toumire        | 05-10-2001    | Frankrijk           |                          |
| Jelle Wallays       | 11-05-1989    | België              |                          |
| Max Walscheid       | 13-06-1993    | Duitsland           |                          |
| Harrison Wood       | 14-06-2000    | Verenigd Koninkrijk | -                        |
| Axel Zingle         | 18-12-1998    | Frankrijk           |                          |

### Stagiairs
Per 1 augustus 2023
| Naam           | Geboortedatum | Nationaliteit       | Vorige ploeg        |
| -------------- | ------------- | ------------------- | ------------------- |
| Joshua Gudnitz | 19-08-2001    | Denemarken          | Team ColoQuick      |
| Oliver Knight  | 25-01-2001    | Verenigd Koninkrijk | AVC Aix-en-Provence |
| Ilan Larmet    | 9-06-2001     | Frankrijk           | Dinan Sport Cycling |

### Vertrokken
| Renner            | Geboortedatum | Nationaliteit | Ploeg 2023             |
| ----------------- | ------------- | ------------- | ---------------------- |
| Sander Armée      | 10-12-1985    | België        | Gestopt                |
| Tom Bohli         | 17-01-1994    | Zwitserland   | Tudor Pro Cycling Team |
| Szymon Sajnok     | 24-08-1997    | Polen         | Q36.5 Pro Cycling Team |
| Kenneth Vanbilsen | 01-06-1990    | België        | Gestopt                |
| Davide Villella   | 27-06-1991    | Italië        | Gestopt                |

## Overwinningen
| Tour Down Under 4e etappe: Bryan Coquard Ronde van Saoedi-Arabië 5e etappe: Simone Consonni Ronde van Oman 2e etappe: Jesús Herrada O Gran Camiño Ploegenklassement: *1) La Drôme Classic Anthony Perez Classic Loire-Atlantique Axel Zingle Grote Prijs Miguel Indurain Jon Izagirre Région Pays de la Loire Tour 1e etappe: Bryan Coquard 3e etappe: Bryan Coquard Classic Grand Besançon Doubs Victor Lafay Ronde van de Doubs Jesús Herrada | Vierdaagse van Duinkerke 3e etappe: Benjamin Thomas Ronde van Frankrijk 2e etappe: Victor Lafay 12e etappe: Jon Izagirre Ronde van Spanje 11e etappe: Jesús Herrada Ronde van Guangxi Ploegenklassement: *2) |  |

*1) Ploeg O Gran Camiño: Fernández, Geschke, Je. Herrada, Jo. Herrada, Izagirre, Lastra, Toumire
*2) Ploeg Ronde van Guangxi: Champion, Fernández, Mariault, Noppe, Rochas, Thomas, Walscheid
Mannen: 1997 · 1998 · 1999 · 2000 · 2001 · 2002 · 2003 · 2004 · 2005 · 2006 · 2007 · 2008 · 2009 · 2010 · 2011 · 2012 · 2013 · 2014 · 2015 · 2016 · 2017 · 2018 · 2019 · 2020 · 2021 · 2022 · 2023 · 2024 · 2025
Vrouwen:2022 · 2023 · 2024 · 2025
AG2R-Citroën · Alpecin-Deceuninck · Astana Qazaqstan · Bahrain Victorious · BORA-hansgrohe · Cofidis · EF Education-EasyPost · Groupama-FDJ · INEOS Grenadiers · Intermarché-Circus-Wanty  · Jumbo-Visma · Movistar Team · Soudal-Quick Step · Team Arkéa Samsic · Team DSM · Team Jayco AlUla · Trek-Segafredo · UAE Team Emirates